# 輿図備志
『輿図備志』（よずびし）は朝鮮後期に金正浩と崔瑆煥が編纂した地理誌。全20冊で、1冊が1巻、全20巻になっており、『東輿図志』と『大東地誌』に抜けていた平安道編が収録されている。また、『青邱図』を完成させた後に補完していった『東輿図志』の補完部分を正書した地理誌でもある。

## 編纂時期
『輿図備志』の編纂時期は1851年から1856年の間である。この根拠として『輿図備志』第1冊の京都廟典条で憲宗を宗廟に迎えた記録（1851年）と同じ本である宮廟条の恩彦君墓と全渓大院君墓を「主上殿下（哲宗）が己酉年に建てた」という記録（1849年）、地理誌に純祖の廟号を「純宗」と表記したこと（1857年以前）、純祖の仁陵遷奉の記事（1856年）などが挙げられる。

## 編纂
『輿図備志』は首都圏及び八道に関する地理誌であるが、崔瑆煥が彙集を担当し、金正浩が図編を担当した。横18.6cm、縦30.7cmで、全20冊で構成されているが、うち5冊が欠本した筆写本の15冊のみが韓国国立中央図書館に所蔵されている。
『輿図備志』の目次を見ると、巻1は京都と東班府署、巻2は西班府署と漢城府、巻3は京畿左道、巻4は京畿右道、巻5は忠清左道、巻6は忠清右道、巻7及び巻8は慶尚左道、巻9及び巻10は慶尚右道、巻11は全羅左道、巻12は全羅右道、巻13は黄海左道、巻14は黄海右道、巻15は江原東道、巻16は江原西道、巻17は咸鏡南道、巻18は咸鏡北道、巻19は平安南道、巻20は平安北道となっている。このなかで、巻2、巻5、巻9、巻16、巻18の5巻は伝わっていない。
『輿図備志』の編目は『東輿図志』と同じく、まず各道の初めに道勢を詳細に図表を添付して紹介している。『東輿図志』の42個の文目よりずっと小さい12個の文目であり、反対に内容はずっと豊富で、12個の文目が全て地図製作に必要なように作成されている。このような点は『輿図備志』が『東輿図』の仕様書として作成された根拠とみることもできる。
各州県の編目は建置沿革など20余個の項目になっている。しかし、道内の戸口、田賦、疆域、極高、方位、量田、道里などを図表として処理しているので、『輿図備志』の編目は『東輿図志』の編目と大きな違いがない。ただ、地図製作のための仕様書としてやや緻密に製作されたことがわかる。

## 極高表
『輿図備志』は『東輿図』の仕様書として作成された。そのため、地図の製作に必要な事項を含んでおり、特に全国の主要地点、即ち行政区域の極高表を収録している。
1713年、清の使臣何国柱の一行が漢陽を訪れ、象限大儀を用いて漢城府鍾街の極高を実測し、北緯37度39分15秒、北京順天府を基準に漢陽が経緯10度30分という実測値を出した。これを根拠に正祖は1791年、監臣金泳に命じて漢陽の北極高度と『輿地図』の経緯線を準拠して、八道観察使営の極高及び東西経度を量定し、極高表を作った。
『輿図備志』には、正祖のときに量定した値であるのか金正浩が実測した値であるのかわからないが、全国の主要地点の極高を記録した極高表が記されている。咸鏡道25地点、平安道42地点、黄海道23地点、江原道26地点、京畿道38地点、全羅道53地点、慶尚道71地点、合わせて278地点の経緯度が表記された。それ以外にも全国の州県の疆域表、方位表、道里表などを図表に提示し、このような資料を根拠に経緯線式の科学的な『東輿図』を製作することができた。

## 『輿図備志』と『東輿図』及び『大東輿地図』
『東輿図』は23糾で構成されている古地図のなかで最も緻密な地図であり、金正浩の作品と考えられている。そして『輿図備志』は『東輿図』及び『大東輿地図』と多くの関連性を持っている。まず、『東輿図』と『大東輿地図』に表記されている方面などの記載内容が『輿図備志』に収録された内容と一致していること、第2に、『輿図備志』巻1東班府署の観象監条に載せられた八道の北極高を定めた内容と『東輿図』13糾の余白に表記されている北極高山頂の内容が全く同じで、第3に、『大東輿地図』2糾の余白に収録されている八道の州県数及び大小営の数などが『輿図備志』各道の道勢を総括的に説明するために作成された各種統計表と一致する。